# كانيلو

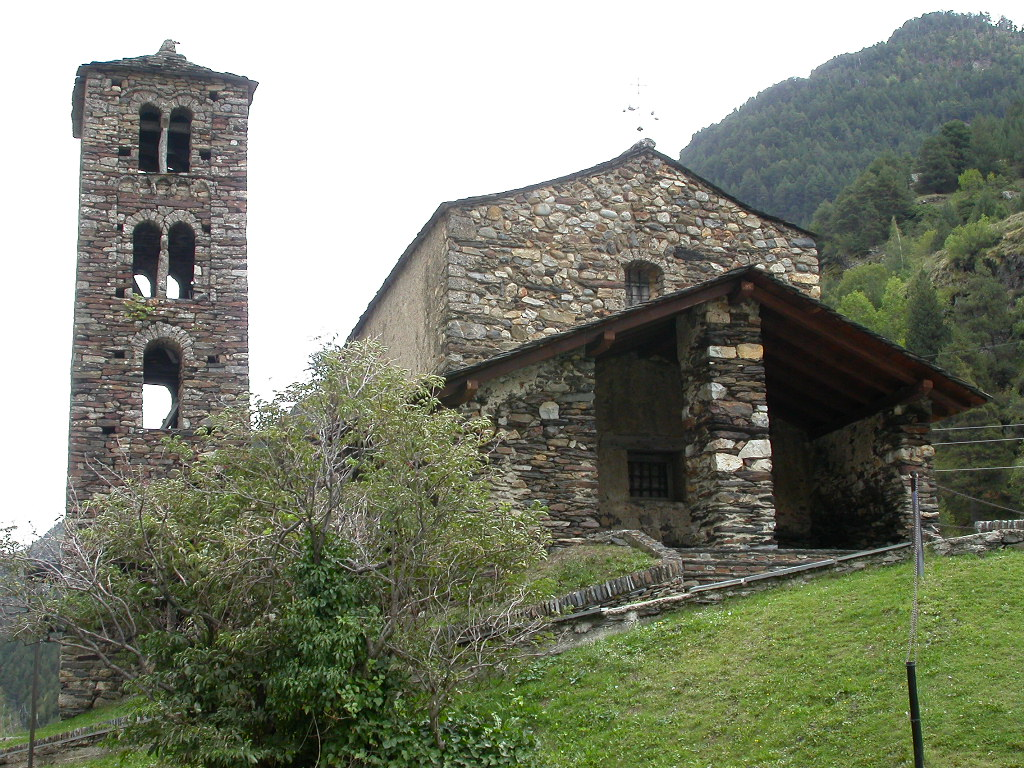
كنيسة سان جوان بنيت في القرن الثاني عشر

كانيلو (النطق الكتالاني : [kəˈniʎu], locally: [kaˈniʎo]) هي أحد أبرشيات أندورا كما أنها اسم أكبر بلدة في هذه الأبرشية. أكبر مجموعة عرقية في هذه الأبرشية هي الأندوريين، كما أن هناك مجموعات من البرتغاليين والإسبان.

## المجمواعات العرقية
الجدول التالي يستعرض أكبر المجموعات العرقية في كانيلو حسب الجنسية حسب إحصاءات 2003:
| الترتيب | الجنسية         | نسمة(2013) |
| ------- | --------------- | ---------- |
| 1       | إسبانيا         | 1,201      |
| 2       | البرتغال        | 542        |
| 3       | فرنسا           | 433        |
| 4       | المملكة المتحدة | 147        |
| 5       | الأرجنتين       | 110        |